# 1K17激光坦克
1K17激光坦克是前苏联在冷战时期研制的一款用激光照射装置为武器的坦克。

## 历史設計
天体物理联合体与乌拉尔运输车辆设计局在苏联解体前夕在1k11激光坦克的基础上研制出了更为先进1K17激光坦克，总设计师是尼古拉耶・乌斯季诺夫。该型坦克由2S19自行式榴弹炮的底盘打造，武器采用红宝石为激光发射源，以多束激光集中照射敌方产生强烈的烧灼效应以摧毁敌方精密的电子观瞄设备。苏联解体后由于造价昂贵1k17并没有量产，仅有的两台试验车被废弃在了博物馆和库房。

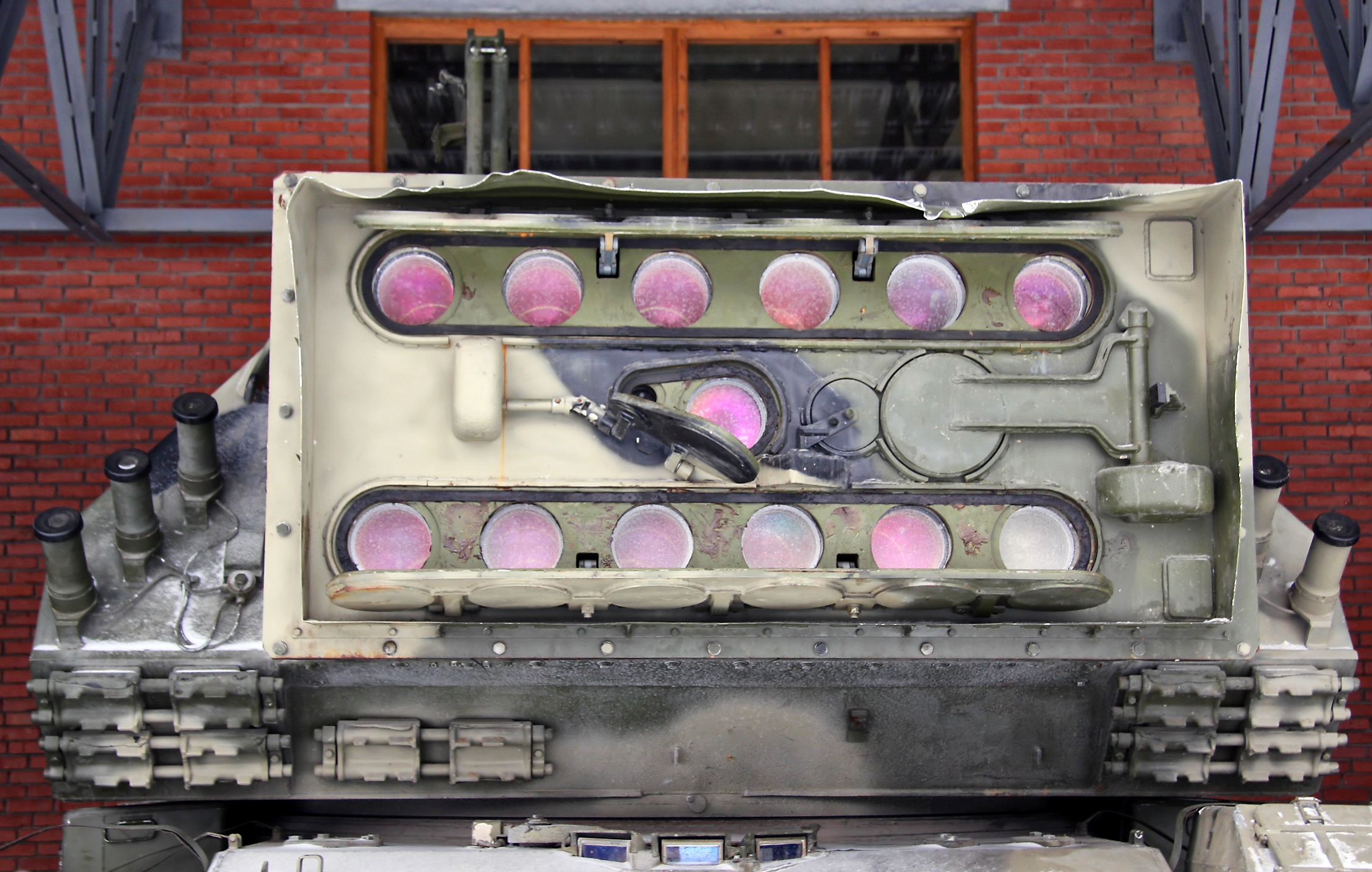
1k17的12具激光发射器

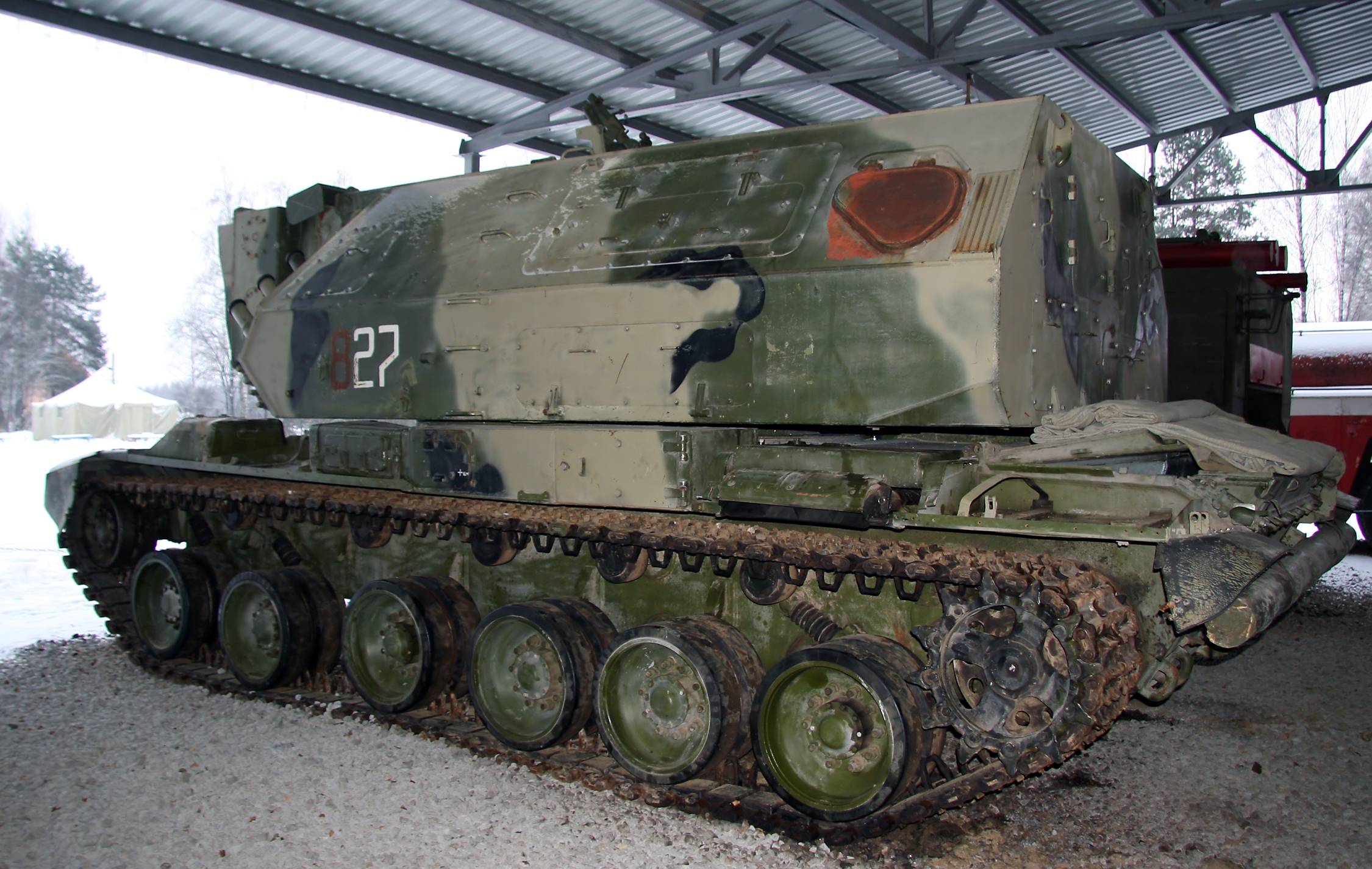
1k17

## 使用國家
- 苏联
- 俄羅斯

## 外部連結
1. ↑  网易. . news.163.com.   [2018-06-23]. （原始内容存档于2019-01-11）.